# Kultura kapska

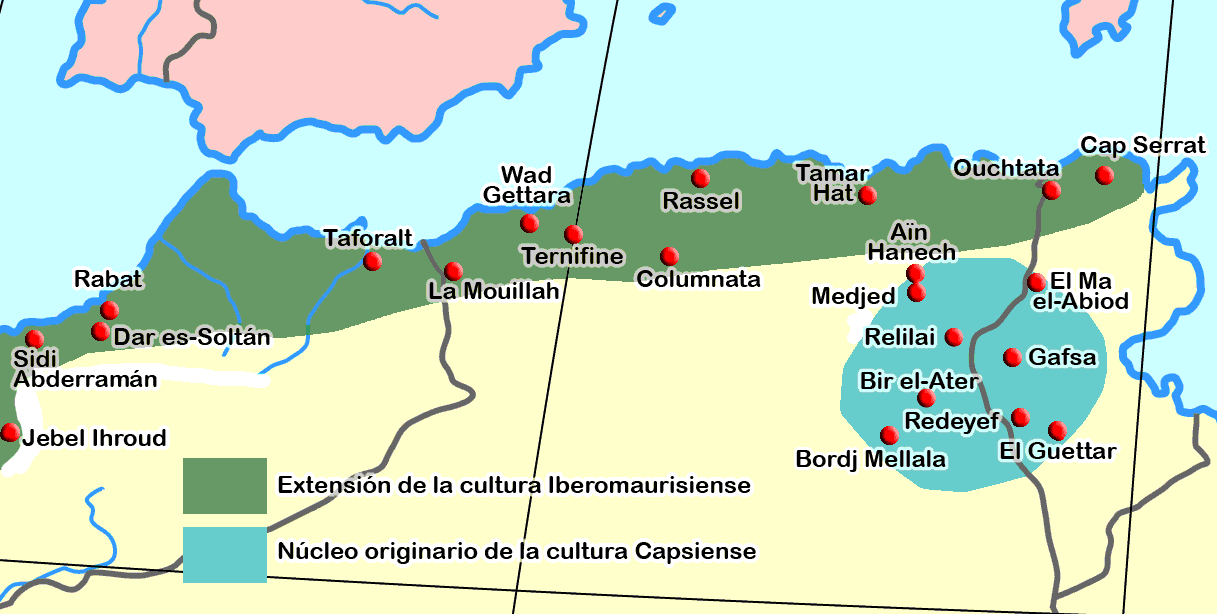
Zasięg kultury kapskiej i iberomauruzyjskiej

Kultura kapska, kultura kapsyjska – genezę kultury kapskiej wiąże się z miejscowym podłożem kulturowym o tradycjach iberomauruzyjskich. Nazwa niniejszej jednostki kulturowej związana jest z nazwą stanowisk znajdującego się w rejonie oazy Kafsa (staroż. Capsa) w Tunezji. Zespół zjawisk kulturowych utożsamianych z omawianą kulturą obejmował swym zasięgiem obszary Maghrebu m.in. stanowisko Ain Rhilane położone w Algierii. Rozwój owej jednostki kulturowej wyznaczają daty od ok. 9 do ok. 5 tys. lat temu. Inwentarz kamienny w owej kulturze reprezentowany jest przez zbrojniki geometryczne do których wytworzenia posługiwano się techniką mikrowiórową. Gospodarka kultury kapskiej opierała się na polowaniach na antylopy, gazele, dzikie konie, zające.